# Abdon Batista (Santa Catarina)
Abdon Batista is een gemeente in de Braziliaanse deelstaat Santa Catarina. De gemeente telt 2.805 inwoners (schatting 2009).